# 2C-O-4
2C-O-4（2,5-二甲氧基-4-异丙氧基苯乙胺，2,5-dimethoxy-4-isopropoxyphenethylamine）是一种含氮有机化合物，化学式为C13H21NO3，属于2,5-二甲氧基苯乙胺衍生物（2C-x类），由亚历山大·舒尔金首次合成，是4-异丙氧基-3,5-二甲氧基苯乙胺（Isoproscaline）的甲氧基位置异构体，被用作宗教致幻剂。